# Claire King
Pour les articles homonymes, voir King et Seed.
Claire King, née Claire Seed le 10 janvier 1962 à Bradford (Angleterre) est une actrice britannique.

## Biographie
Claire King est née dans le comté du Yorkshire. Elle débuta dans la série Emmerdale en 1992 jouant une riche garce, Kim Tate pour ensuite jouer dans Les Condamnées entre 2000 et 2003.
Depuis juillet 1994, elle est mariée à l'acteur Peter Amory qui joua son beau-fils, Chris Tate dans Emmerdale mais ce mariage fut rompu après la série, bien qu'ils essaient de le renouer.
En 1999, elle obtient un rôle dans la série Babes in the Wood et en 2006, dans la série Mayo en tant que Gina Harper.
En 2006 elle participe à Strictly Come Dancing 4 avec notamment Emma Bunton et Peter Schmeichel.
En 2014 elle participe à Celebrity Big Brother avec notamment Audley Harrison et Gary Busey.

## Filmographie

### Cinéma
- 1995 : The Baby-Sitters Club (en)
- 1996 : Enquête sous contrôle (True Crime)
- 1987 : Eat the Rich
- 1989 : Cold Light of Day

### Télévision
- 1992 : Emmerdale
- 1999 : Babes in the Wood
- 2000 : Les Condamnées
- 2004 : Down to Earth
- 2004 : Inspecteurs associés (Dalziel and Pascoe)
- 2004 : The Courtroom
- 2005 : The Afternoon Play
- 2005 : Holby City
- 2005 : Donovan
- 2005 : Hollyoaks
- 2006 : Mayo
- 2006 : Hollyoaks: In the City

## Anecdotes
- Elle changea son nom de famille après avoir remarqué qu'une autre actrice portait son nom. Elle choisit alors « King » pour sa passion des courses épiques (réputées comme étant le sport des rois, king signifiant roi en anglais) et pour Elvis Presley dont elle est une grande fan.